# NGC 7065A
NGC 7065A је спирална галаксија у сазвежђу Водолија која се налази на NGC листи објеката дубоког неба.
Деклинација објекта је - 7° 1' 16" а ректасцензија 21h 26m 57,8s. Привидна величина (магнитуда) објекта NGC 7065 износи 13,7 а фотографска магнитуда 14,4. NGC 7065A је још познат и под ознакама MCG -1-54-18, NPM1G -07.0505, IRAS 21242-0714, PGC 66774.